# Berthold van Baden

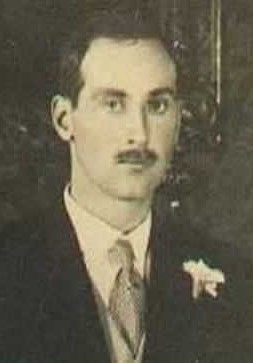
Berthold van Baden

Berthold Friedrich Wilhelm Ernst August Heinrich Karl Markgraaf von Baden (Karlsruhe, 24 februari 1906 - Spaichingen, 27 oktober 1963) was de enige zoon van Max von Baden (de laatste rijkskanselier van het Duitse Keizerrijk) en diens echtgenote Marie Louise van Hannover-Cumberland (kleindochter van Koning George V van Hannover).
In 1927 werd Berthold geadopteerd door zijn oom Frederik II van Baden (1857-1928), de laatste groothertog van Baden, en Hilda van Nassau. Na de dood van zijn vader in 1929, werd hij hoofd van de familie.
Op 17 augustus 1931 trad hij in het huwelijk met Theodora van Griekenland, zuster van de hertog van Edinburgh. In tegenstelling tot enkele van zijn zwagers, was markgraaf Berthold geen lid van de NSDAP.
Ze kregen drie kinderen:
- Margarethe Alice Thyra Victoria Marie Louise Scholastica (1932–2013); getrouwd met prins Tomislav van Joegoslavië (1928–2000), zij zijn gescheiden in 1981.
- Maximilian (Max) Andreas Frederik Gustaaf Ernst August Bernhard (1933–2022); getrouwd met aartshertogin Valerie van Oostenrijk (1941); zij hebben drie zonen: erfprins Bernhard (1970), Leopold (1971) en Michael (1976) en een dochter Marie Louise (1969)
- Lodewijk Willem George Ernst Christoffel (1937); getrouwd met prinses Marianne von Auersperg-Breunner (1943). Ze hebben een zoon Berthold (1970) en twee dochters Sophie (1975) en Aglaë (1981)

Na de Tweede Wereldoorlog doneerde de markgraaf Slot Salem aan de oevers van het Bodenmeer aan United World Colleges, een internationale organisatie van kostscholen waar onder meer ook Gordonstoun in Schotland (kostschool waar onder meer de hertog van Edinburgh en de prins van Wales naar school gingen) deel van uitmaakt, evenals Atlantic College in Wales waar de de huidige Nederlandse koning twee jaar naar school ging.

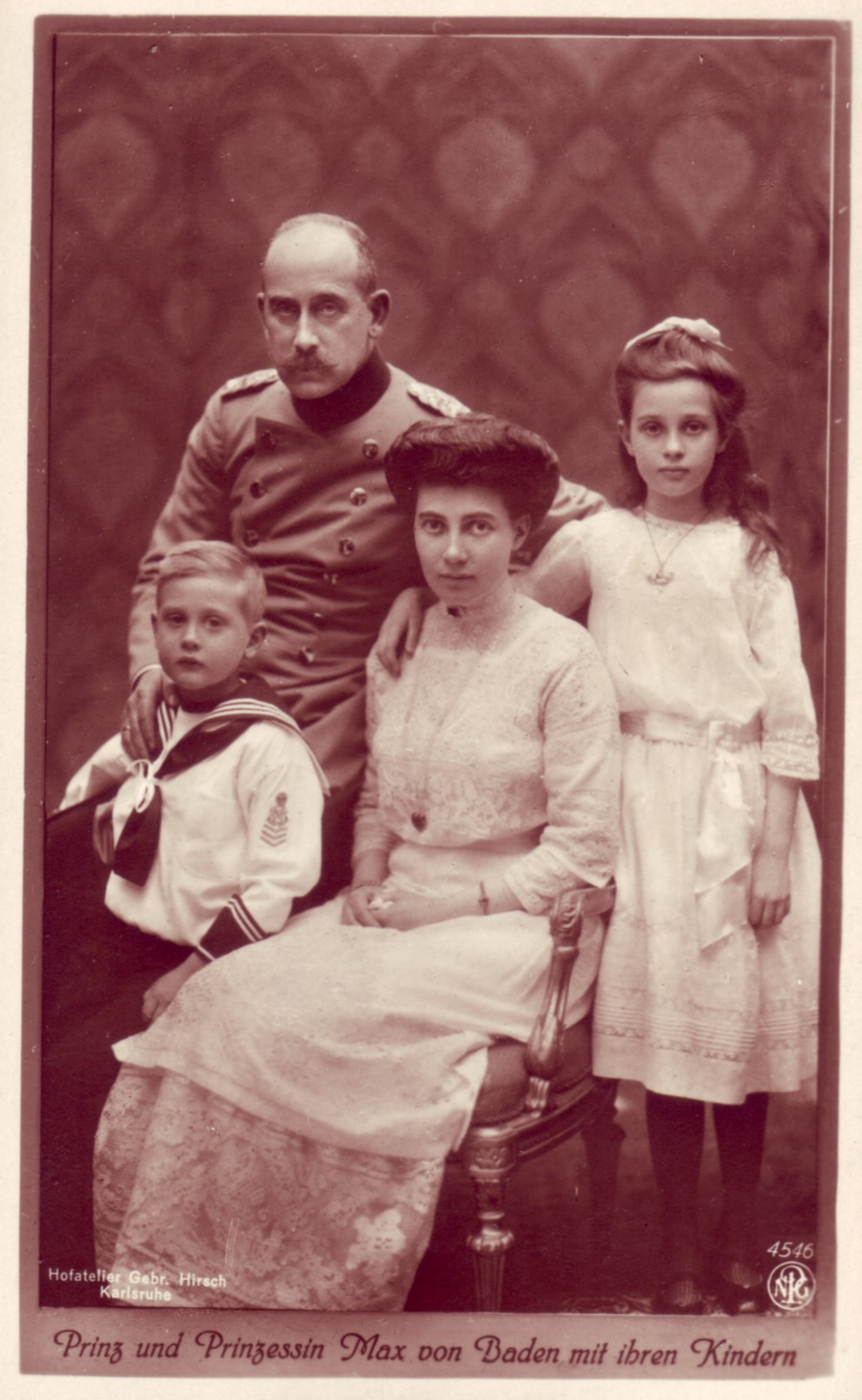
Prins Berthold van Baden, als jongen met zijn ouders en zuster Marie